# Bhai
Voor de Indiase Goeroe, zie Lekhraj Kripalani, ook wel Bhai / Dada Lekhraj / Brahma Baba genoemd.

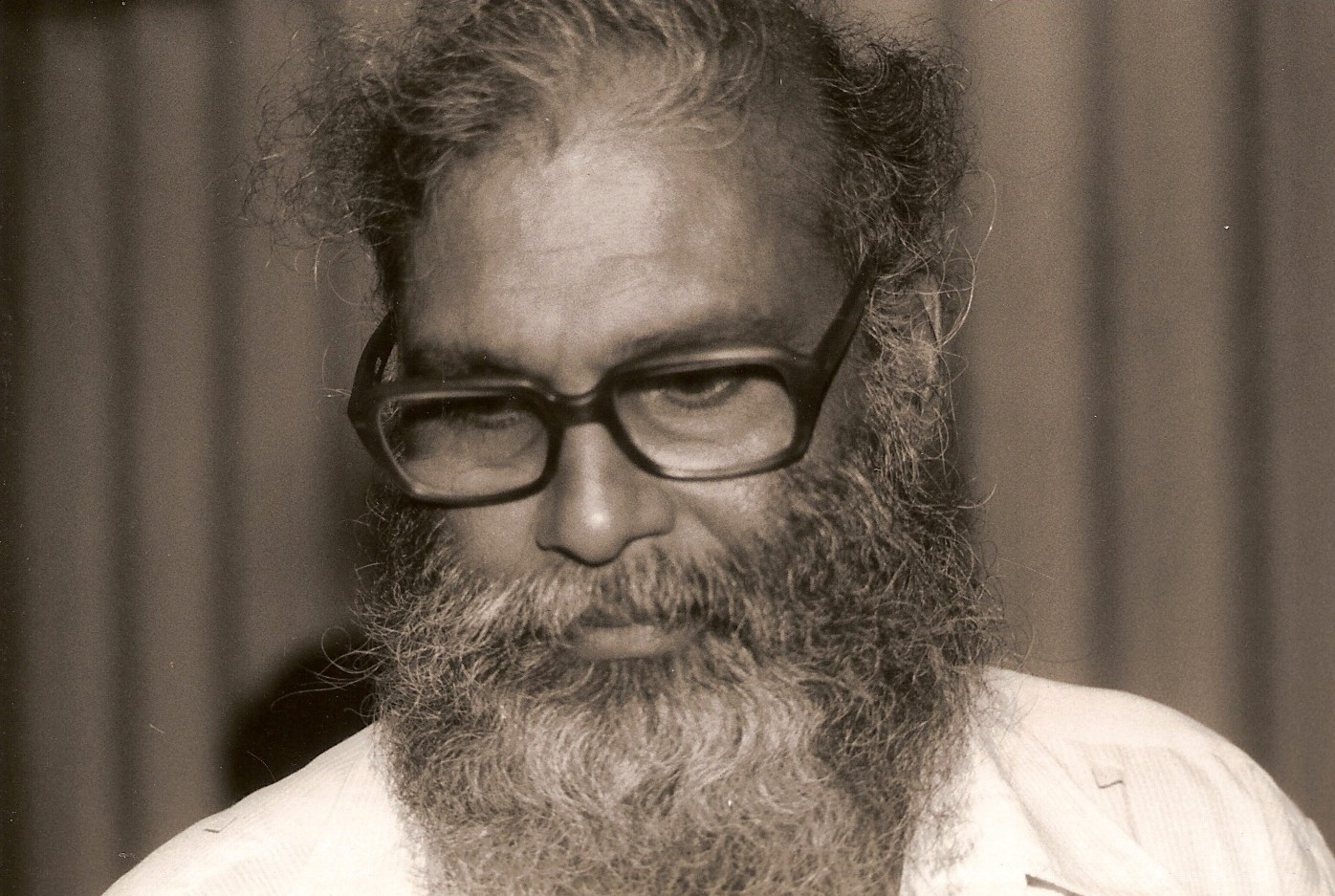
Bhai in 1987

Bhai (Hindi en Sarnami voor: Broeder) is het pseudoniem van de Surinaamse dichter James Ramlall (District Suriname, 26 januari 1935 - Paramaribo, 19 december 2018).

## Leven en werk
Hij werd geboren in het toenmalige district Suriname, studeerde in Nederland (Nederlandse taal- en letterkunde en pedagogiek) en Indiase wijsbegeerte en religie. Hij promoveerde op het proefschrift The problem of Being in Sankara and Heidegger.
Hij werd onderdirecteur Cultuur en later directeur Cultuur van het Surinaamse Ministerie van Onderwijs en Cultuur, en betoonde zich zeer actief in de culturele wereld, onder meer als oprichter van het conferentiecentrum "Caribbean Centre" te Lelydorp.
Hij schreef poëzie met een filosofisch en meditatief karakter. Hij debuteerde in 1962 in het literair tijdschrift Soela. Zijn korte stemmingsgedichten in rijmloze verzen zijn in feite gedachteflitsen in enkele regels. Hij schreef in het Hindi en het Nederlands. De thematiek van zijn pessimistische poëzie is nostalgisch en drukt verlangen naar het onbereikbare uit. Vaak beschreef hij een gevoel van achtergelaten worden.
Het Nederlandstalige werk werd gebundeld in Vindu (Hindi voor: Geheim, 1982), waaruit het concreet-afbeeldende van zijn vroege poëzie geheel is verdwenen. Voor deze bundel ontving Bhai de Literatuurprijs van Suriname 1980-1982. Zijn weinige poëzie van daarna verscheen in De Ware Tijd Literair. Hij heeft ook in Tirade gepubliceerd. 
In 2003 ontving hij de Gaanman Gazon Matodja Award en in 2011 ontving hij postuum de Vedantaprijs van de Stichting ter Bevordering van de Vedántisch-Universalistische Eenheidsgedachte in Suriname. In 2022 werd hij een maand lang geëerd met een plaats op de Iconenkalender van NAKS.

## Over Bhai
- Michiel van Kempen, Een geschiedenis van de Surinaamse literatuur. Breda: De Geus, 2003, deel II, pp. 814-816.

## Trivia
Op de dag dat Bhai stierf, overleed ook de eveneens 83-jarige Surinaamse dichter Michaël Slory. Zo verloor op één dag Suriname twee dichters en cultuuriconen.

## Bron
Dit artikel is – met toestemming van de auteur – gebaseerd op een lemma uit Michiel van Kempen, Surinaamse schrijvers en dichters (Amsterdam: De Arbeiderspers, 1989).
- Digitale Bibliotheek voor de Nederlandse Letteren: bhai001
- Nederlandse Thesaurus van Auteursnamen: 072028815
- Virtual International Authority File: 291761000
- WorldCat: E39PBJd3RDqMyWp9kQvqRjrpfq

Bhai · 
Michaël Slory · 
Orlando Emanuels · 
Shrinivási · 
Ismene Krishnadath
Literatuurprijs van Suriname